# Lungenklinik Hemer
Die Lungenklinik Hemer ist ein Fachkrankenhaus für Lungenerkrankungen mit Pneumologie, Thoraxchirurgie, Radiologie, Strahlentherapie und Anästhesiologie. Seit 1996 gehört auch ein tumorbiologisches Forschungsinstitut zur Lungenklinik.

## Geschichte
Als Amtskrankenhaus wurde das Gebäude der heutigen Lungenklinik errichtet und 1908 eingeweiht. Gegen Ende der 1930er-Jahre richtete die Wehrmacht das Krankenhaus als Standortlazarett ein;  nach der Mobilmachung wurde es in ein Reservelazarett umgewandelt. Bombenangriffe der Alliierten beschädigten das Gebäude. Der Deutsche Gemeinschafts-Diakonieverband schickte Hans Meyer und einige Diakonissen aus dem Mutterhaus Bleibergquelle zum Wiederaufbau nach Hemer. Meyer blieb 34 Jahre lang Verwaltungschef der Klinik.
1949 erfolgte die erste Lungenoperation in Hemer, womit die Spezialisierung der Klinik konkrete Formen annahm. In der zweiten Hälfte der 1950er-Jahre wurde das Gebäude um neue Funktionsbereiche, ein Personalwohnheim und neue Krankenbetten erweitert. 1963 wurde die Kobaltkanone erstmals in Hemer eingesetzt. Als erste Fachstation wurde die Radiologie-Abteilung 1980 gebildet und mit Computertomographie und Nuklearmedizin ausgestattet. Zwei Jahre später wurde die Klinik ein weiteres Mal ausgebaut.
Die grundlegende Aufteilung der Lungenklinik in die Bereiche (internistische) Pneumologie und Thoraxchirurgie wurde 1985 festgelegt. Größere Bau- und Renovierungsarbeiten gegen Ende der 1980er- und Anfang der 1990er-Jahre erbrachten einen neuen OP-Saal sowie eine moderne Intensivstation, ein Labor und einen Physiotherapie-Bereich. Ein Kernspintomograph ging 1998 in Betrieb. Zur selben Zeit entstand eine Isolierstation zur Behandlung multiresistenter Tuberkulose-Bakterien. 2002 wurde Deutschlands erster Patient mit Schwerem akuten Atemwegssyndrom (SARS) auf der Isolierstation der Lungenklinik erfolgreich behandelt. Ein Jahr später kam der Fußballspieler Lothar Emmerich mit einem Bronchialkarzinom in die Klinik.
Nach 55 Jahren schieden 2003 die letzten Diakonissen aus dem Dienst der Klinik aus. Die erste Stationsschwester, die keine Diakonisse war, wurde 1981 angestellt. Das Zertifikat von proCum Cert erhielt die Lungenklinik im September 2005. Ein Jahr später wurde Oberarzt Michael Westhoff für Forschungen über Ionen-Mobilitäts-Spektrometer mit dem Sciencepreis der Deutschen Gesellschaft für Pneumologie und Beatmungsmedizin ausgezeichnet. Eine Vorreiterrolle übernahm die Lungenklinik, als sie im November 2006 die Digitale Volumentomographie einsetzte.

## Abteilungen
Die Abteilung „Pneumologie“ ist für Erkrankungen des Atemtraktes, des Mediastinums, der Pleura und des Zwerchfells zuständig. Zur Unterstützung der Diagnostik wurde 1994 ein Schlaflabor eingerichtet und bis 2005 ausgebaut wurde; es zählt zu den größten Deutschlands. Im Bereich der Thoraxchirurgie werden vor allem Karzinome und Lungenmetastasen, Pneumothorax, Lungenemphyseme, Krankheiten der Luftröhre sowie Trichterbrust behandelt. Wie überall wird vermehrt minimal-invasiv mit Endoskopen operiert. Neben der konventionellen Radiologie stehen Angiografie, Kernspintomografie Computertomografie und Positronen-Emissions-Tomografie zur Verfügung. Im hauseigenen Forschungsinstitut arbeiten Mediziner, Physiker, Ingenieure und Biologen auf dem Gebiet der Tumorbiologie. Sie sollen die Diagnostik verbessern und nach risikoarmen Therapiemöglichkeiten suchen. Kooperiert wird mit dem Synlab MVZ Pathologie Hannover.